# Camalaniugan
Camalaniugan es un municipio filipino de cuarta categoría perteneciente a  la provincia de Cagayán.

## Geografía
Tiene una extensión superficial de 76.50 km² y según el censo del 2007, contaba con una población de 22.489 habitantes, 23.404  el día primero de mayo de 2010
Municipio situado en el interior y bañado por el Río Grande de Cagayán cerca de su desemboca en el Canal de Babuyán aguas arriba de  la ciudad de Aparri situada en su margen derecha.

### Barangayes
Calayán se divide administrativamente en 28 barangayes o barrios, todos de  carácter rural.
| - Abagao - Afunan Cabayu - Agusi - Alilinu - Baggao - Bantay - Bulala - Casili Norte - Catotoran Norte - Centro Norte (Pob.) - Centro Sur (Pob.) - Cullit - Dacal-Lafugu - Dammang Norte | - Dugo - Fusina - Gang-ngo - Jurisdiction - Luec - Minanga - Paragat - Tagum - Tuluttuging - Ziminila - Casili Sur - Catotoran Sur - Dammang Sur (Felipe Tuzon) - Sapping |